# Ломжинська губернія
Ломжинська губе́рнія — одна з західних губерній Російської імперії з центром у місті Ломжа. На сьогодні територія у складі Польщі.
Утворена 1867 року із Августовської губернії.

## Адміністративний поділ
Губернія 1897 року поділялась на 7 повітів:
- Кольненський
- Ломжинський
- Мазовецький
- Маковський
- Островський
- Остроленський
- Щучинський

1912 року у зв'язку із ліквідацією Седлецької губернії, до Ломжинського повіту увійшов Венгоровський повіт.

## Населення
Згідно із переписом населення 1897 року, у Ломжинській губернії мешкало 579 592 особи. Більшість населення становили поляки (448 065), далі йшли євреї (91 236), росіяни (32 044), німці (4 651), на інші національності припадало 3,5 тис. осіб.